# Birmingham Yardley
Circonscription parlementaire de la Chambre des communes
La circonscription de Birmingham Yardley  est une circonscription électorale britannique située dans la ville de Birmingham et représentée à la Chambre des communes du Parlement britannique.

## Géographie
La circonscription comprend :
- La partie ouest de la ville de Birmingham
- Les wards de Acocks Green, Sheldon, South Yardley et Stechford and Yardley North

## Députés
Les Members of Parliament (MPs) de la circonscription sont :
| Législature        | Années       | Député        | Député                    | Parti             |
| ------------------ | ------------ | ------------- | ------------------------- | ----------------- |
| Birmingham Yardley |              |               |                           |                   |
| 31e                | 1918–1922    |               | Alfred Jephcott           | Conservateur      |
| 32e                | 1922–1923    |               | Alfred Jephcott           | Conservateur      |
| 33e                | 1923–1924    |               | Alfred Jephcott           | Conservateur      |
| 34e                | 1924–1929    |               | Alfred Jephcott           | Conservateur      |
| 35e                | 1929–1931    |               | Archibald Gossling        | Travailliste      |
| 36e                | 1931–1935    |               | Edward Salt               | Conservateur      |
| 37e                | 1935–1945    |               | Edward Salt               | Conservateur      |
| 38e                | 1945–1950    |               | Wesley Perrins            | Travailliste      |
| 39e                | 1950–1951    | Henry Usborne |                           | Travailliste      |
| 40e                | 1951–1955    | Henry Usborne |                           | Travailliste      |
| 41e                | 1955–1959    | Henry Usborne |                           | Travailliste      |
| 42e                | 1959–1964    |               | Leonard Cleaver           | Conservateur      |
| 43e                | 1964–1966    |               | Ioan Evans                | Travailliste      |
| 44e                | 1966–1970    |               | Ioan Evans                | Travailliste      |
| 45e                | 1970–1974    |               | Derek Coombs              | Conservateur      |
| 46e                | 1974–1974    |               | Syd Tierney               | Travailliste      |
| 47e                | 1974–1979    |               | Syd Tierney               | Travailliste      |
| 48e                | 1979–1983    |               | Andrew David Gilroy Bevan | Conservateur      |
| 49e                | 1983–1987    |               | Andrew David Gilroy Bevan | Conservateur      |
| 50e                | 1987–1992    |               | Andrew David Gilroy Bevan | Conservateur      |
| 51e                | 1992–1997    |               | Estelle Morris            | Travailliste      |
| 52e                | 1997–2001    |               | Estelle Morris            | Travailliste      |
| 53e                | 2001–2005    |               | Estelle Morris            | Travailliste      |
| 54e                | 2005–2010    |               | John Hemming              | Libéral-démocrate |
| 55e                | 2010–2015    |               | John Hemming              | Libéral-démocrate |
| 56e                | 2015–2017    |               | Jess Phillips             | Travailliste      |
| 57e                | 2017–2019    |               | Jess Phillips             | Travailliste      |
| 58e                | 2019–Présent |               | Jess Phillips             | Travailliste      |

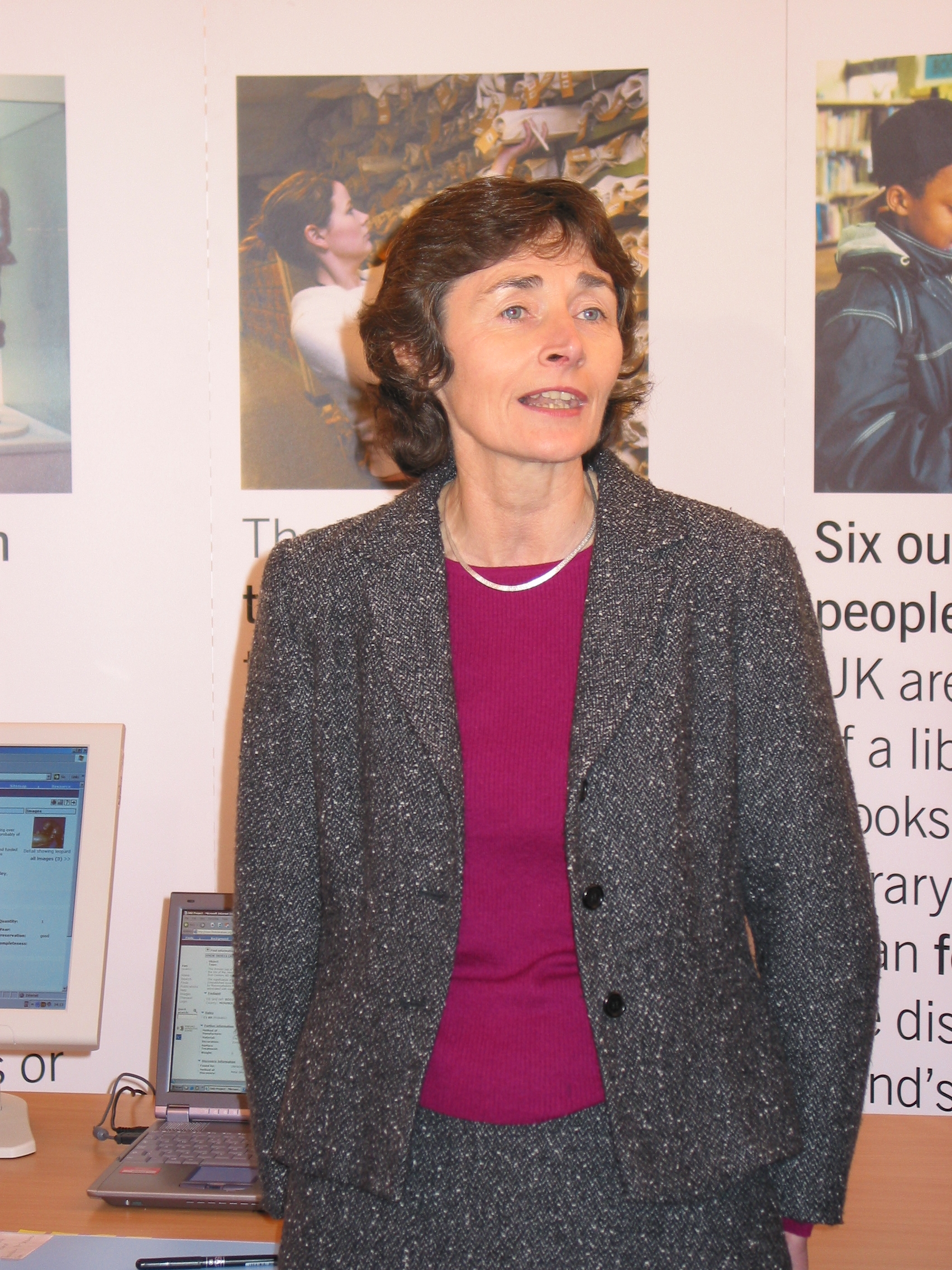
Estelle Morris (1992-2005)
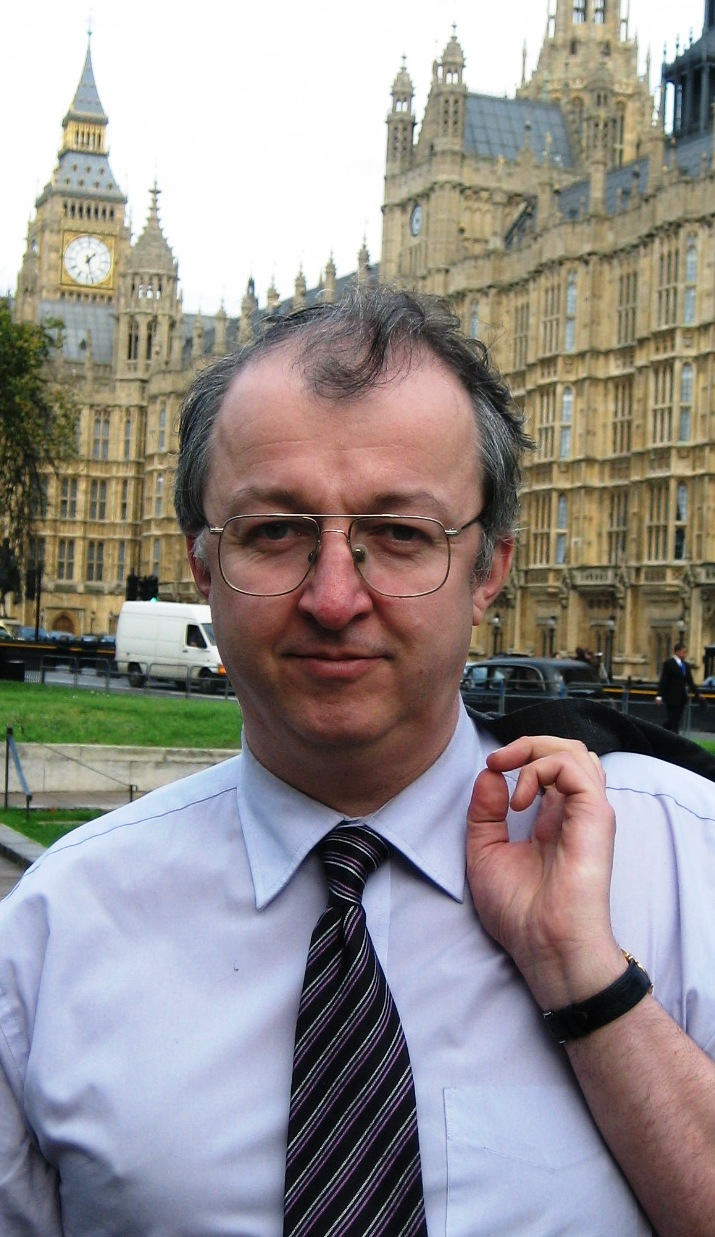
John Hemming (2005-2015)
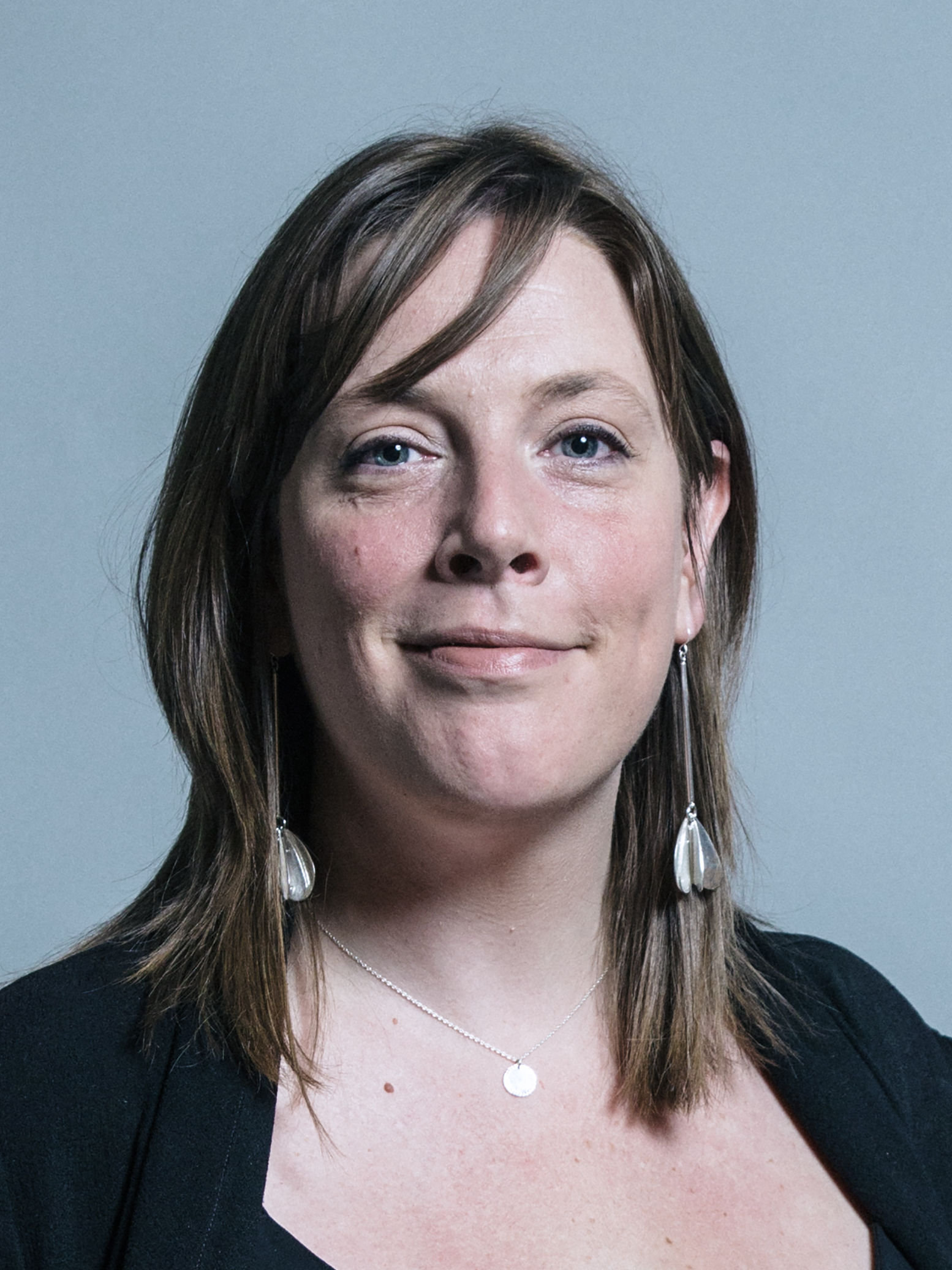
Jess Phillips (2015-Présent)